# Micrabraxas punctigera
Micrabraxas punctigera är en fjärilsart som beskrevs av Butler 1889. Micrabraxas punctigera ingår i släktet Micrabraxas och familjen mätare. Inga underarter finns listade i Catalogue of Life.